# 神经氨酸酶抑制剂
神经氨酸酶抑制剂（neuraminidase inhibitors，NAIs）是一类抑制神经氨酸酶活性的抗病毒药物。其通过阻断流感病毒的神经氨酸酶，从而阻止病毒出芽，进而抑制病毒繁殖。神经氨酸酶抑制剂包括奥司他韦（达菲）（一种前药）、扎那米韦（乐感清）、拉尼米韦（Inavir）、帕拉米韦及一系列正在研发中的新药。与仅对甲型流感起作用的M2离子通道蛋白抑制剂不同，神经氨酸酶抑制剂对甲型流感和乙型流感均有效   。
神经氨酸酶抑制剂奥司他韦和扎那米韦在美国和欧洲被批准用于治疗和预防流感。帕拉米韦通过结合并抑制流感病毒的神经氨酸酶活化而产生药理活性，其作用时间比奥司他韦和扎那米韦都要长。 拉尼米韦从细胞中缓慢释放进入呼吸道，其抗流感病毒作用同样持久，但其维持持久作用的机理不同于帕拉米韦。
近年来，神经氨酸酶抑制剂的疗效备受争议。然而，在2009年H1N1流感大流行之后，许多国家和地区都宣称流感早期使用神经氨酸酶抑制剂治疗可有效减少严重病例和死亡率。
统计报告显示，全国/地区范围内使用神经氨酸酶抑制剂治疗流感样疾病的国家和地区中，有症状感染者的死亡率很低，这是因为这些国家普遍在流感患者感染早期便使用神经氨酸酶抑制剂。尽管这些国家和地区广泛使用奥司他韦，但尚未出现对奥司他韦具有耐药性的流感病毒引起的爆发，也没有出现对奥司他韦具有耐药性的流感病毒引起的严重疾病的报道。美国疾病控制中心仍然建议并发症相关高危人群，老年人以及首次出现流感相关症状后48小时内的低危人群使用奥司他韦治疗流感。
神经氨酸酶抑制剂常见的副作用为恶心和呕吐。已有报道称儿童服用奥司他韦后可出现行为异常，如谵妄和幻觉，这可能是流感相关症状的延伸。这些副作用一般发生于流感早期，即流感病发后48小时内。因此，专家建议，无论患儿是否接受神经氨酸酶抑制剂治疗，父母都应密切监视流感病发后48小时内的患儿体征。

## 常见神经氨酸酶抑制剂
- 奥司他韦 (达菲)
- 帕拉米韦 (Rapivab)
- 扎那米韦 (乐感清)
- 拉尼米韦

### 临床使用的神经氨酸酶抑制剂结构
|          |          |          |          |
| 扎那米韦 | 奥司他韦 | 帕拉米韦 | 拉尼米韦 |

## 天然产物中的神经氨酸酶抑制剂
- 矢车菊素-3-桑布双糖苷 （从西洋接骨木中提取）[16]
- 黄连碱
- 黄连素[17]